# Liechtenstein nos Jogos Olímpicos de Verão de 2024
Liechtenstein participou dos Jogos Olímpicos de Verão de 2024 realizados em Paris na França, entre 26 de julho e 11 de agosto de 2024. Foi um dos quatro países a enviar somente um atleta para os Jogos.

## Competidores
Abaixo um resumo da quantidade de vagas destinadas a atletas liechtensteinenses.
| Esporte  | Masculino | Feminino | Total |
| -------- | --------- | -------- | ----- |
| Ciclismo | 1         | 0        | 1     |

## Desempenho

### Ciclismo

#### Mountain bike
Pela primeira vez desde os Jogos de 1992 em Barcelona, Liechtenstein competiu no ciclismo. O país recebeu uma cota de convite tripartite no evento masculino. Terminou a corrida cross-country na 28ª posição, entre 36 ciclistas que começaram a corrida.
Masculino
| Atleta          | Evento        | Final   | Final | Ref.  |
| Atleta          | Evento        | Tempo   | Pos.  | Ref.  |
| --------------- | ------------- | ------- | ----- | ----- |
| Romano Püntener | Cross-country | 1:34:33 | 28    | [ 4 ] |